# Academia desportiva

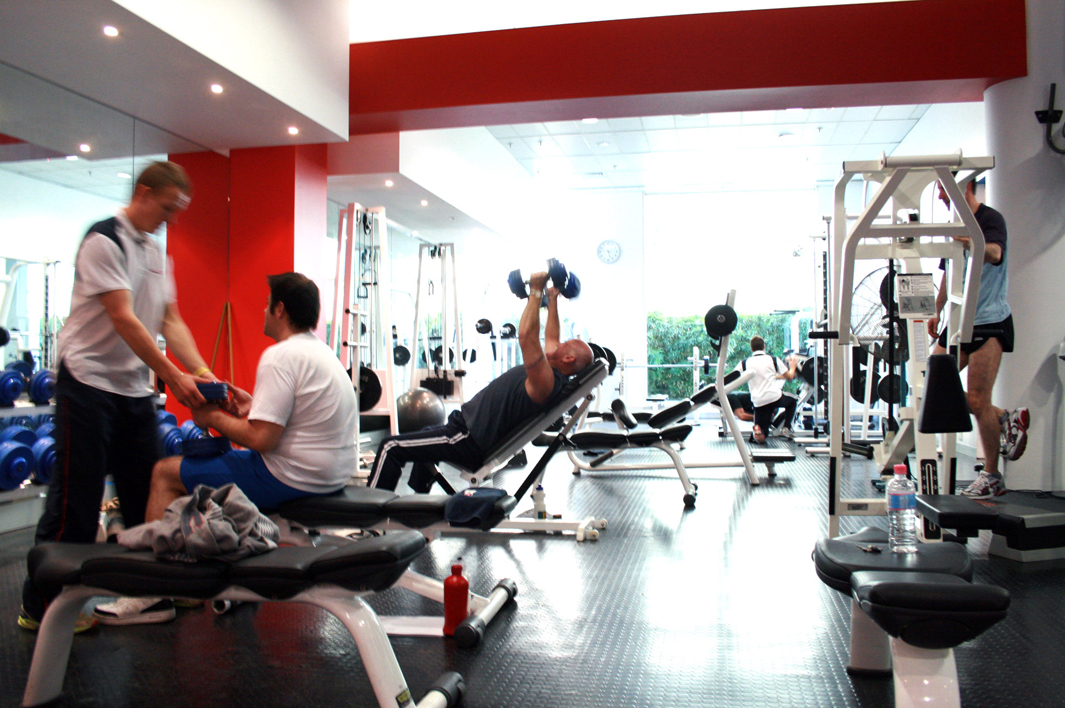
Uma academia desportiva

Uma academia desportiva (português europeu) ou academia esportiva (português brasileiro), ginásio ou apenas academia é o local (que pode ser fechado ou aberto) destinado ao ensino e à prática de esportes(pt-BR) ou desportos(pt) (natação, musculação e/ou ginástica com exercícios aeróbicos ou anaeróbios), e dotados de equipamento específico para o trabalho do corpo humano.
Existem também academias especificas para uma modalidade, tais como academias de dança, balé, caratê, artes marciais, entre outras.
Em 2010, o Brasil possuía mais de 15.551 estabelecimentos do tipo, ficando em segundo lugar no ranking mundial, somente atrás dos Estados Unidos.

## Benefícios

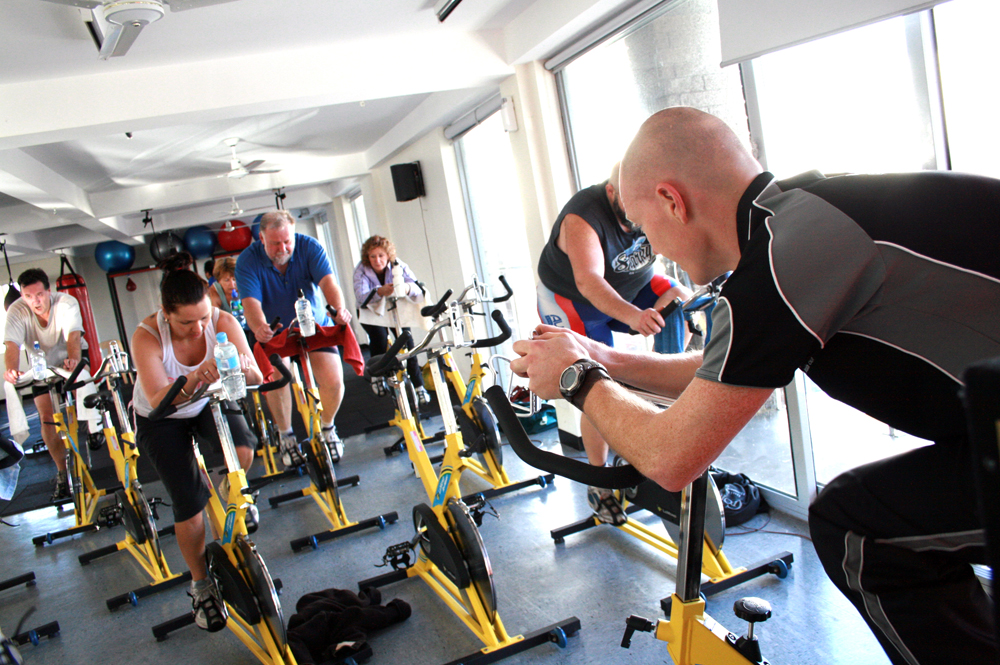
A bicicleta é um equipamento utilizado em academias

O exercício físico é um componente do moderno estilo de vida que nas suas distintas modalidades tais como ginástica, desporto e educação física constituem atividades vitais para a saúde, a educação, a recreação e o bem-estar do ser humano, a prática do desporto e os exercícios físicos podem fazer pelos Homens o que não poderiam fazer milhões de médicos.

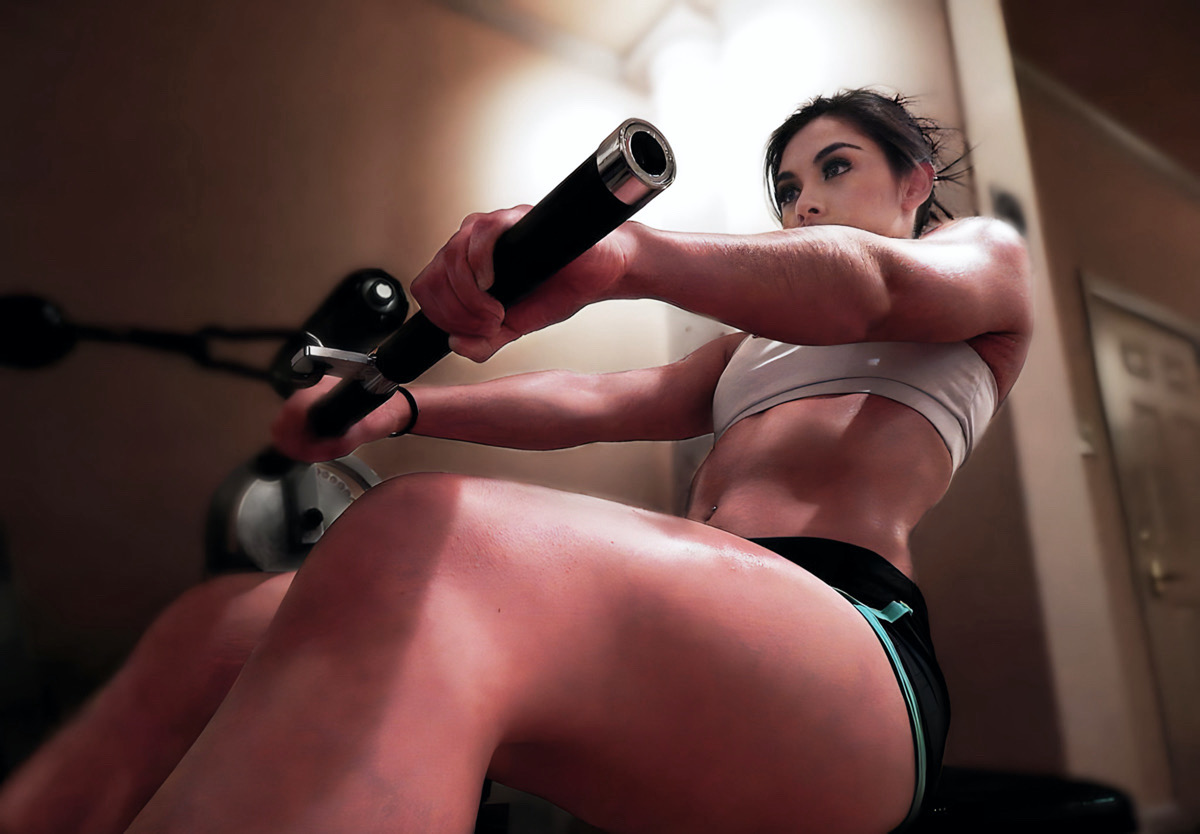
Mulher fazendo exercício físico em equipamento de uma academia.

A prolongação da vida e a terapia contra numerosas enfermidades são os principais benefícios do exercício físico. Alguns dos benefícios da prática de exercícios incluem: o reforço da musculatura e do sistema cardiovascular; o aperfeiçoamento das habilidades atléticas; a perda de peso e/ou a manutenção de alguma parte do corpo. Para muitos médicos e especialistas, exercícios físicos realizados de forma regular ou frequente estimulam o sistema imunológico, ajudam a prevenir doenças (doenças cardíacas) moderam o colesterol, ajudam a prevenir a obesidade, e outras coisas. Além disso, melhoram a saúde mental e ajudam a prevenir a depressão. Em cenários específicos, como o cancro, o exercício físico pode ter também efeitos benéficos, nomeadamente na cardioproteção, com estudos pré-clínicos recentes a demonstrar a importância do exercício na prevenção da caquexia cardíaca induzida pelo cancro.

Estima-se que à inatividade física seja responsável por grande percentual das doenças cardiovasculares, diabetes tipo 2, câncer de mama e câncer de cólon registrados. Essa inatividade também é responsável por 9% da mortalidade prematura no mundo.